# 赵楼村
35°51′47″N 116°24′56″E / 35.86293°N 116.41563°E
赵楼村是中华人民共和国山东省泰安市东平县彭集街道下辖的一个行政村。该村位于彭集街道西部，距离彭集街道驻地约4公里，人口共1042人，耕地面积1425亩:47。该村系洪武年间由洪洞县赵姓移民建立，后来村内修建了一处楼房，故名赵楼村:197。村内居住的主要为赵姓和陈姓:77。

## 历史及区划沿革

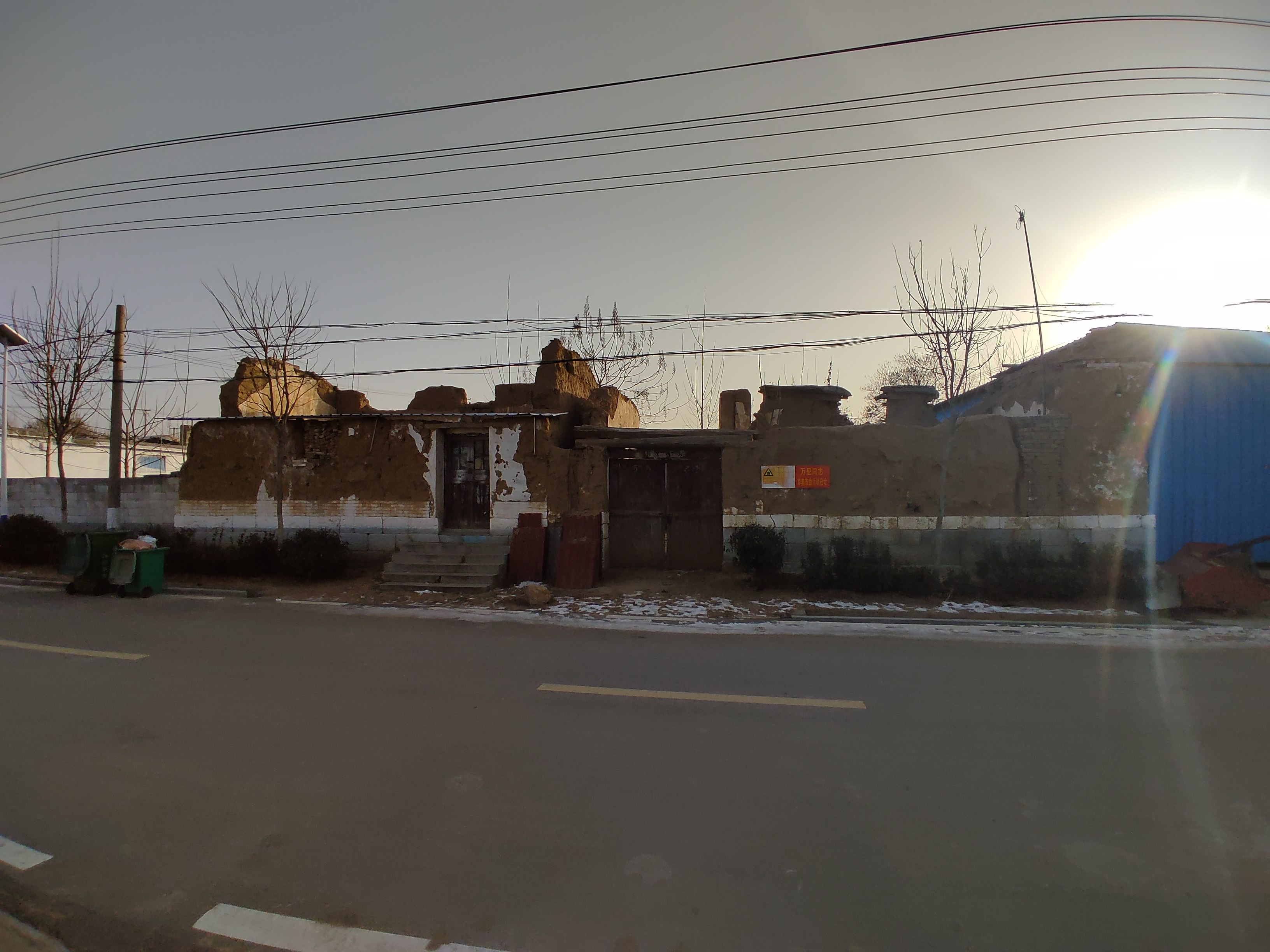
赵楼村万里早期革命活动旧址

根据《赵氏家谱》的记载，1369年时赵姓从山西洪洞县迁至此处建村。1931年时赵楼村属于东平五区第三乡。中华民国时期，中共东平五区第一党支部曾设置于此，万里也曾在村内活动。1953年，赵楼村属于东平七区赵楼乡，赵楼村为赵楼乡驻地，1956年赵楼乡并入苇子河乡。五十年代末赵楼村改为赵楼村生产大队，属彭集人民公社，期间彭集公社曾划予汶上县，1962年彭集公社划回东平县，并成立了管理区，时属东梁村管理区。1984年人民公社和生产大队撤销，赵楼村属彭集区东梁村乡。1985年之后属于彭集镇，2011年后属彭集街道。:36-44